# Żerdziny (Dubeninki)
Żerdziny (deutsch Serteggen, 1938 bis 1945 Serteck) ist eine kleine Kolonie im äußersten Nordosten der Woiwodschaft Ermland-Masuren und gehört zur Landgemeinde Dubeninki (Dubeningken, 1938 bis 1945 Dubeningen) im Kreis Gołdap (Goldap).

## Geographie
Żerdziny liegt im nordöstlichen Zipfel der Gmina Dubeninki direkt an der Grenze zwischen den Woiwodschaften Ermland-Masuren und Podlachien. Die nächste Ortschaft auf dem Gebiet Podlachiens ist Bolcie und gehört zur Landgemeinde Wiżajny. Die Woiwodschaftsgrenze kennzeichnet hier den Verlauf der  einstigen Grenze zwischen dem Deutschen Reich und Polen.

### Dreiländereck Litauen–Polen–Russland
Wenige hundert Meter nordöstlich von Żerdziny befindet sich das Dreiländereck (polnisch trójstyk) der Staaten Litauen, Polen und Russland. Die eigentliche Ortsstelle wird mit einem Obelisk markiert. Dieser Punkt kennzeichnet zudem die Außengrenze der Europäischen Union zu Russland.
Die direkte Verlängerung der Staatsgrenze zwischen Russland und Litauen in südlicher Richtung bildet die Grenze zwischen den Woiwodschaften Ermland-Masuren und Podlachien, so dass auch von einem „Vierländereck“ gesprochen werden kann: hier treffen die Grenzen der polnischen Woiwodschaften Ermland-Masuren und Podlachien auf die Grenzen der russischen Oblast Kaliningrad und des litauischen Bezirks Marijampolė.

## Geschichte
Der kleine einstige Ort Surteckgen trug im Laufe seiner Geschichte verschiedene Namen: nach 1589 Zerterken, nach 1603 Szertecken, nach 1785 Sertegken und nach 1818 Sertecken. Unter der Namensform Serteggen wurde er 1874 in den neu errichteten Amtsbezirk Dobawen eingegliedert. 1924 wurde der Gutsbezirk Jodupönen nach Serteggen eingemeindet. Der Amtsbezirk, der ab 1939 „Amtsbezirk Dobauen“ hieß, gehörte bis 1945 zum Kreis Goldap im Regierungsbezirk Gumbinnen der preußischen Provinz Ostpreußen.
In Serteggen waren 1910 lediglich 68 Einwohner registriert. Ihre Zahl stieg bis 1933 auf 111 und betrug 1939 noch 102.
Am 3. Juni – amtlich bestätigt am 16. Juli – des Jahres 1938 erhielt Serteggen im Zuge der nationalsozialistischen Umbenennungsaktion den Namen „Serteck“. In Kriegsfolge kam der Ort 1945 mit dem gesamten südlichen Ostpreußen zu Polen und heißt seither „Żerdziny“. Er ist heute eine Ortschaft im Verbund der Gmina Dubeninki im Kreis Gołdap. Dieser gehörte zwischen 1975 und 1998 zur Woiwodschaft Suwałki, seitdem nun zur Woiwodschaft Ermland-Masuren.

## Kirche
Die überwiegende Mehrheit der Bevölkerung Serteggens resp. Sertecks war vor 1945 evangelischer Konfession und in das Kirchspiel der Kirche Szittkehmen eingepfarrt. Sie gehörte zum Kirchenkreis Goldap in der Kirchenprovinz Ostpreußen der Kirche der Altpreußischen Union. Die wenigen Katholiken waren zur Pfarrkirche in Goldap im Bistum Ermland hin orientiert. Seit 1945 ist die Einwohnerschaft Żerdziny fast ausnahmslos katholisch. Ihre Pfarrkirche ist das einst evangelische Gotteshaus in Żytkiejmy, die jetzt zum Dekanat Filipów im Bistum Ełk (Lyck) der Katholischen Kirche in Polen gehört. Die wenigen evangelischen Kirchenglieder sind nun der Kirchengemeinde in Gołdap zugeordnet, einer Filialgemeinde der Pfarrei in Suwałki in der Diözese Masuren der Evangelisch-lutherischen Kirche in Polen.

## Persönlichkeiten
- Max Worgitzki (* 28. September 1884 in Serteggen; † 25. November 1937 in Allenstein), deutscher Politiker, Schriftsteller und Gründer des Allensteiner Theaters

## Verkehr
Żerdziny liegt verkehrsgünstig unweit der Woiwodschaftsstraße 651, die die beiden Kreisstädte Gołdap/Woiwodschaft Ermland-Masuren und Sejny/Woiwodschaft Podlachien miteinander verbindet. Eine Bahnanbindung besteht nicht mehr, seit die über die Bahnstation in Szittkehmen/Schittkehmen (1938 bis 1945: Wehrkirchen) zu erreichende Bahnstrecke Gumbinnen–Goldap in Kriegsfolge nicht mehr in Betrieb genommen wurde.